# 8832 Altenrath
8832 Altenrath eller 1989 EC3 är en asteroid i huvudbältet som upptäcktes den 2 mars 1989 av den belgiske astronomen Eric W. Elst vid La Silla-observatoriet. Den är uppkallad efter Henricus Hubertus Altenrath.
Asteroiden har en diameter på ungefär 11 kilometer och den tillhör asteroidgruppen König.